# Как мухи на мёд
«Как мухи на мёд» (англ. There’s Always Vanilla) — американский художественный фильм, мелодрама с элементами комедии. Вторая режиссёрская работа Джорджа Ромеро. В данной картине Джордж Ромеро выступил также в качестве оператора и монтажёра. Премьера фильма состоялась 11 февраля 1972 года. Картина не рекомендуется лицам до 17 лет.

## Сюжет
После нескольких лет бродяжничества и случайных заработков молодой лентяй Крис Брэдли возвращается в свой родной город Питтсбург. У него нет желания продолжать семейный бизнес по производству продуктов детского питания и вообще работать. Крис ведёт разгульный образ жизни. Вскоре он встречает девушку Линн, которая немного постарше его. Линн работает моделью в местной телевизионной компании. С ней у Криса завязываются отношения.

## В ролях
- Рэймонд Лэйн — Крис
- Джудит Ридли — Линн
- Ричард Риччи — Майкл Дориан
- Рон Джей — Фокс